# Spookys
Spookys (även benämnd Spooky's) är en svensk skräck- och familjeserie som hade premiär på SVT Play den 19 januari 2020. Serien har sänts under fyra säsonger med totalt 40 avsnitt.

## Handling
Spookys är en hemlig skola för grundläggande spökutbildning. Här går speciella barn som besitter kraften att kunna se spöken. På Spookys jobbar Professor Jupiter, Rektor Ruby och George, som vaktar den hemliga skolans entré. Gulp, Freezy och Electro är några av de spöken som dyker upp och skapar oreda och kaos.

## Rollista (i urval)
- Måns Nathanaelson - professor Jupiter
- Anna Gunnarson - rektor Ruby
- Benjamin Lundell - Calle
- Dragomir Mrsic - George
- Isabelle Kyed - reporter
- Ossian Wifreus - Yousef
- Mille Söderholm Stenfelt - Herman
- Per Elias Haug - Kjell
- Maja Söderström - Charlie
- Irene Lindh - tant Vajlet